# MS AIDAaura
AIDAaura – to statek pasażerski.

## Wyposażenie statku
Na pokładzie MS AIDAaura znajduje się 633 kabin, a ponadto m.in.:
- centrum odnowy biologicznej
- trasa do joggingu
- bary
- restauracje
- basen
- grill
- boisko do koszykówki i siatkówki
- salon piękności
- fryzjer
- pole golfowe
- salon gier video
- centrum fitness
- sklepy
- teatr
- pokój zabaw dla dzieci
- kawiarenka internetowa
- centrum medyczne